# Детковичи (Дрогичинский район)
Де́тковичи (бел. Дзеткавічы) — агрогородок в Дрогичинском районе Брестской области. Входит в состав Антопольского сельсовета, до 2013 года был центром Детковичского сельсовета. Население — 415 человек (2019).

## География
Детковичи находятся в 26 км к северо-западу от Дрогичина и в 32 км к северо-востоку от Кобрина. Село стоит близ точки, где сходятся Дрогичинский, Кобринский и Берёзовский районы. Через село проходит местная дорога Сигневичи — Антополь, ещё одна местная дорога соединяет Детковичи с магистралью М1. Вокруг села — развитая сеть мелиоративных каналов со стоком в реку Мухавец. Ближайшая ж/д станция — в Антополе (линия Брест — Пинск).

## История
Детковичи упоминаются в письменных источниках 1583, 1625, 1644, 1666 годов. Начиная с 1785 года упоминается дворянская усадьба в селе. В 1740 году построена деревянная Покровская церковь (сохранилась).
После третьего раздела Речи Посполитой (1795 год) Детковичи находились в составе Российской империи, принадлежали Кобринскому уезду Гродненской губернии.
В начале XIX века усадьба принадлежала роду Ельцов, а с 1808 года перешла к Рущицам. В конце XVIII—начале XIX века Ельцы и Рущицы выстроили деревянный усадебный дом (не сохранился). В середине XIX века владельцем имения был Густав Радовицкий, после подавления восстания 1863 года имение было конфисковано в российскую казну, последними владельцами усадьбы были Богуши.
Согласно Рижскому мирному договору (1921) деревня вошла в состав межвоенной Польши, где принадлежала Дрогичинскому повету Полесского воеводства.
С 1939 года — в составе БССР. В Великую Отечественную войну в оккупации с июня 1941 по июль 1944 года. После войны было разобрано единственное уцелевшее строение бывшей усадьбы — часовня-усыпальница.

## Достопримечательности
- Свято-Покровская церковь. Возведена из дерева в 1740 году, памятник народного деревянного зодчества. Перед церковью стоит отдельная деревянная звонница с колоколом XVIII века. Церковь и звонница включены в Государственный список историко-культурных ценностей Республики Беларусь[6].
- Братская могила советских воинов и партизан.
- Памятник землякам, погибшим в годы Великой Отечественной войны.
- От усадьбы Ельцов-Рущицей XIX века остались только фрагменты парка.